# Station Traunstein
Station Traunstein is een spoorwegstation in de Duitse plaats Traunstein. Het station werd in 1860 geopend.